# PowerBook G4 Titanium
Das PowerBook G4 Titanium ist eine Notebookserie der Firma Apple, Apples erste Notebookserie, dessen Gehäuse überwiegend aus Metall besteht, während die vorherigen Serien alle Kunststoffgehäuse haben.
Es gibt insgesamt vier Generationen von PowerBooks in der Titanium-Baureihe mit im Wesentlichen gleichen Gehäusen. Die Baureihe hat einen 15″-Panoramabildschirm und basiert erstmals auf dem PowerPC-G4-Prozessor, der je nach Modell zwischen 400 MHz und 1 GHz getaktet wird. Das Titanium war Apples letztes Notebook, das die Anschlüsse (USB, FireWire, Display, Ethernet etc.) im Wesentlichen auf der Rückseite des Gerätes angebracht hat, alle nachfolgenden Modellreihen haben die Anschlüsse seitlich.
Das sehr flache Gehäuse aus Titan-Blechen (englisch Titanium) und Kunststoffrahmen macht den Computer relativ leicht (Gewicht leicht variierend je nach Ausstattung unter 2,5 kg), ist allerdings auch empfindlich. Es bilden sich häufig Risse in den Blechen, vor allem im Bereich der Scharniere des Displays. Ebenso anfällig für Schäden ist der Verriegelungsmechanismus des Displaydeckels sowie die Lackierung, die zur Ablösung neigt.
Der Speicher ist durch den Nutzer selbst erweiterbar, indem die durch Magnete und eine Verriegelung gehaltene Tastatur abgehoben wird, um Zugang zu den Steckplätzen zu erhalten. Ein Festplattentausch erfordert jedoch das Aufschrauben des Gehäuses, ebenso der Einbau der (in den meisten Ausstattungen nicht werksseitig verbauten) Airport-WLAN-Karte.
Das Titanium-PowerBook war noch im Programm, als bereits 12″- und 17″-PowerBooks mit Aluminiumgehäuse eingeführt wurden. Zusammen mit Einführung der zweiten Generation der 12″- und 17″-PowerBooks wurde das Titanium-PowerBook schließlich vom PowerBook G4 15 Zoll abgelöst.
| Gerät                         | PowerBook G4                                                 | PowerBook G4                                                                | PowerBook G4                                                                            | PowerBook G4 |
| Modell                        | 7. Januar 2001 (Mercury)                                     | 16. Oktober 2001 (Onyx)                                                     | 29. April 2002 (Ivory)                                                                  | 6. November 2002 (Antimony)                                                                                        |
| ----------------------------- | ------------------------------------------------------------ | --------------------------------------------------------------------------- | --------------------------------------------------------------------------------------- | --- |
| Bildschirm (widescreen)       | 15,2″ TFT mattes LCD, 1152 × 768                             | 15,2″ TFT mattes LCD, 1152 × 768                                            | 15,2″ TFT mattes LCD, 1280 × 854                                                        | 15,2″ TFT mattes LCD, 1280 × 854                                                                                   |
| Prozessor                     | 400 MHz oder 500 MHz PowerPC G4 mit 1 MB backside L2 cache   | 550 MHz oder 667 MHz PowerPC G4 mit 256 KB backside L2 cache                | 667 MHz oder 800 MHz PowerPC G4 mit 256 KB backside L2 cache und 1 MB backside L3 cache | 867 MHz oder 1 GHz PowerPC G4 mit 256 KB backside L2 cache und 1 MB backside L3 cache                              |
| Grafikkarte                   | ATI Rage 128 mit 8 MB SDRAM, AGP 2×                          | ATI Radeon mit 16 MB SDRAM, AGP 4×                                          | ATI Radeon 7500 mit 32 MB DDR-SDRAM                                                     | ATI Radeon 9000 mit 32 MB oder 64 MB DDR-SDRAM                                                                     |
| Festplatte                    | 10 GB oder 20 GB Ultra ATA/66 Optional 30 GB                 | 20 GB oder 30 GB Ultra ATA/66 Optional 48 GB                                | 30 GB oder 40 GB Ultra ATA/66 mit 4200 min−1 Optional 60 GB mit 5400 min−1              | 40 GB oder 60 GB Ultra ATA/66 mit 4200 min−1                                                                       |
| Speicher                      | 128 MB (2 64-MB-Module) oder 256 MB (2 × 128 MB) PC100 SDRAM | 128 MB (2 × 64 MB) oder 256 MB (2 × 128 MB) PC133 SDRAM                     | 256 MB (2 × 128 MB) oder 512 MB (2 × 256 MB) PC133 SDRAM                                | 256 MB (2 × 128 MB) oder 512 MB (2 × 256 MB) PC133 SDRAM                                                           |
| Apple AirPort                 | Optional                                                     | Optional oder eingebaut, 802.11b                                            | Optional oder eingebaut, 802.11b                                                        | Optional oder eingebaut, 802.11b                                                                                   |
| DVD-Laufwerk                  | 2× DVD-ROM                                                   | 2× DVD-ROM optional 24× CD-ROM lesen, 8× CD-R schreiben, 8× CD-RW schreiben | 8× DVD lesen, 8× CD-R schreiben, 24× CD-R lesen                                         | 8× DVD lesen, 8× CD-R schreiben, 24× CD-R lesen oder 1× DVD-R lesen, 6× DVD lesen, 8× CD-R schreiben, 24× CD lesen |
| Anschlüsse                    | 2 × USB 1.1                                                  | 2 × USB 1.1                                                                 | 2 × USB 1.1                                                                             | 2 × USB 1.1 |
| Anschlüsse                    | VGA                                                          | VGA                                                                         | DVI                                                                                     | DVI |
| Anschlüsse                    | 1 × FireWire 400                                             |                                                                             |                                                                                         | |
| Anschlüsse                    | 1/8" Audio Ausgang                                           | 1/8" Audio Ausgang                                                          | 1/8" Audio Ausgang/Eingang                                                              | 1/8" Audio Ausgang/Eingang                                                                                         |
| Anschlüsse                    | 10/100 Fast Ethernet                                         | Gigabit Ethernet                                                            | Gigabit Ethernet                                                                        | Gigabit Ethernet                                                                                                   |
| Höchste Betriebssystemversion | Mac OS X 10.4.11 „Tiger“ bzw. Mac OS 9.2.2                   | Mac OS X 10.4.11 „Tiger“ bzw. Mac OS 9.2.2                                  | Mac OS X 10.4.11 „Tiger“ bzw. Mac OS 9.2.2                                              | Mac OS X 10.5.8 „Leopard“                                                                                          |

Die Angaben zu Speichergröße und Festplattenplatz betreffen die zum Zeitpunkt der Auslieferung bestellbaren Optionen, mit aktuellen Komponenten lässt sich der Hauptspeicher auf 1 GB aufrüsten, statt einer Festplatte kann auch eine SSD mit IDE/ATA-Anschluss eingebaut werden, wobei Mac OS auf der PowerPC-Architektur den für SSDs bestimmten Trim-Befehl nicht unterstützt.